# Coupe du Mali de football 2012
Navigation
Coupe du Mali 2011 Coupe du Mali 2013
La Coupe du Mali de football 2012  est la 52e édition de la Coupe du Mali.
Le tenant du titre est la Cercle Olympique .
Le vainqueur de cette compétition sera qualifié pour le tour préliminaire de la Coupe de la confédération africaine.

## Calendrier
| Tour | Nom                                | Dates retenues   | Équipes participantes | Équipes gagnantes |
| 1    | Seizièmes de finale                | 16-17-18-19 juin | 32                    | 16                |
| 2    | Huitièmes de finale                | 7-8-9 juillet    | 16                    | 8                 |
| 3    | Quarts de finale                   | 29 juillet       | 8                     | 4                 |
| 4    | Demi-finales                       | 12-13 aout       | 4                     | 2                 |
| 5    | Finale Stade Modibo Keïta (Bamako) | 25 aout          | 2                     | 1                 |

## Résultats

### Quarts de finale
| Date et heure | Club à domicile              | Score          | Club à l'extérieur | Lieu | Stade |
| ------------- | ---------------------------- | -------------- | ------------------ | ---- | ----- |
| 29 juillet    | AS Onze Créateurs de Niaréla | ap3- 2         | Mamahira AC        |      |       |
| 29 juillet    | AS Real Bamako               | 2 - 3          | Djoliba AC         |      |       |
| 29 juillet    | Cercle olympique de Bamako   | 1 - 1 5 - 4tab | AS Bakaridjan      |      |       |
| 29 juillet    | US Bougouni                  | 1 - 0          | AS Nianan          |      |       |

### Demi-finales
| Date et heure | Club à domicile            | Score          | Club à l'extérieur           | Lieu | Stade |
| ------------- | -------------------------- | -------------- | ---------------------------- | ---- | ----- |
| 12 août       | Djoliba AC                 | 0 - 1          | AS Onze Créateurs de Niaréla |      |       |
| 13 août       | Cercle olympique de Bamako | 1 - 1 2 - 4tab | US Bougouni                  |      |       |

### Finale
| Date et heure | Club        | Score | Club                         | Lieu   | Stade              |
| ------------- | ----------- | ----- | ---------------------------- | ------ | ------------------ |
| 25 août       | US Bougouni | 2 - 1 | AS Onze Créateurs de Niaréla | Bamako | Stade Modibo Keïta |